# Groovie Ghoulies
Groovie Ghoulies was een punkrockband uit Sacramento, Californië, VS. De band werd in 1986 door zanger/bassist Kepi opgericht als soloproject, waarmee hij enkele vinylsingles uitbracht op zijn eigen Crimson Corpse Records. Pas eind jaren ’80 ging Groovie Ghoulies live optreden en namen ze hun eerste volledige album op.
Het geluid van Groovie Ghoulies is behalve door punkrockbands zoals Ramones ook sterk beïnvloed door rock-'n-rollartiesten uit de jaren ’50 zoals Chuck Berry en garagerockbands uit de jaren ’60 zoals The Troggs. De teksten van de nummers handelen vaak op humoristische wijze over monsters zoals King Kong, Godzilla en de Verschrikkelijke sneeuwman, maar ook over Smurfin.
De band wisselde vaak van bezetting, met als enige vaste waarden Kepi en – vanaf het tweede album – gitariste Roach. 
In 1996 tekende Groovie Ghoulies bij Lookout! Records, een platenlabel dat bekend is geworden door het ontdekken en uitbrengen van succesvolle punkrockbands als Green Day en Rancid. Na vier albums verliet de band om onbekende redenen Lookout! en tekende bij het Nederlandse platenlabel Stardumb Records.   
Op 9 mei 2007 – slechts enkele dagen voor het uitbrengen van hun laatste album – kondigde Groovie Ghoulies aan te stoppen. De reden hiervoor was de echtscheiding van Kepi en Roach.
Sinds het opheffen van Groovie Ghoulies treedt Kepi solo op onder de naam Kepi Ghoulie en bracht meerdere albums, ep’s en singles uit.

## Discografie
- “Appetite for Adrenochrome” (1989, Crimson Corpse Records)
- “Born in the Basement” (1994, Green Door Records)
- “World Contact Day” (1996, Lookout! Records)
- “Re-Animation Festival” (1997, Lookout! Records)
- “Fun in the Dark” (1999, Lookout! Records)
- “Travels With My Amp” (2000, Lookout! Records)
- “Freaks on Parade” (2001, Stardumb Records)
- “Go! Stories” (2002, Stardumb Records)
- “Monster Club” (2003, Stardumb Records)
- “Berry’d Alive” (2005, Green Door Records)
- “99 Lives” (2007, Green Door Records)